# U-74 (1940)
U-74 – niemiecki okręt podwodny (U-Boot) typu VII B z okresu II wojny światowej. Okręt wszedł do służby w 1940.

## Historia
Podczas II wojny światowej odbył 8 patroli bojowych spędzając w morzu 186 dni. Zatopił 4 statki o łącznym tonażu 24.694 BRT, jeden okręt – kanadyjską korwetę HMCS „Levis” (925 t) oraz uszkodził jeden statek (123 BRT) i jeden okręt – krążownik pomocniczy HMS „Worcestershire” (11 402 t).
Zatopiony 2 maja 1942 na wschód od Kartageny na pozycji 37°32′00″N 5°10′00″E/37,533333 5,166667 przez brytyjskie niszczyciele HMS „Wishart” i HMS „Wrestler” oraz łódź latającą Catalina z 202 Dyonu RAF. Zginęła cała załoga – 47 oficerów i marynarzy.

## Przebieg służby
- 31.10.1940 – 31.01.1941 – 7. Flotylla U-Bootów Wegener w  Kilonii(szkolenie)
- 01.02.1941 – 30.11.1941 – 7. Flotylla U-Bootów w Kilonii/ Saint-Nazaire (okręt bojowy)
- 01.12.1941 – 02.05.1942 – 29. Flotylla U-Bootów w La Spezia (okręt bojowy)
- 02.05.1942 – zatopiony na Morzu Śródziemnym

Dowódcy:

31.10.1940 – 23.03.1942 – Kapitanleutnant (kapitan marynarki) – Eitel-Friedrich Kentrat

24.03.1942 – 02.05.1942 – Oberleutnant zur See (porucznik marynarki) – Karl Friedrich